# Bureau central du travail du Siège apostolique
Le Bureau central du travail du Siège apostolique (en latin Officium Laboris Apostolicae Sedis) est chargé des relations du travail au Saint-Siège ainsi qu'au sein de l'État de la Cité du Vatican, avec ses employés. Il est situé au no 1 de la Via della Conciliazione, à Rome.
Il a été institué par le pape Jean-Paul II le 1er janvier 1989, à l'occasion du motu proprio Nel primo anniversario. Ses statuts définitifs ont été promulgués le 30 septembre 1994, à l'issue de la période d'expérimentation (ad experimentum) de cinq années prévue à l'origine. Il arbitre les conflits en matière de législation du travail. Ses décisions sont susceptibles d'appel auprès de la Cour d'appel de la Cité du Vatican.
Il est constitué d'un président, d'un conseiller et d'une cellule de direction.

## Liste des présidents
- Jan-Pieter Schotte (14 avril 1989 – 10 janvier 2005)
- Francesco Marchisano (5 février 2005 – 3 juillet 2009)
- Giorgio Corbellini (3 juillet 2009 - † 13 novembre 2019)
- Alejandro W. Bunge (1er octobre 2020 - 26 janvier 2022)
- Giuseppe Sciacca (en) (26 janvier 2022 - 31 janvier 2025)
- Marco Sprizzi (depuis le 31 janvier 2025)